# Sakari Oramo
Sakari Markus Oramo (* 26. Oktober 1965 in Helsinki) ist ein finnischer Dirigent.

## Leben
Oramo war ursprünglich Violinist und Konzertmeister des Finnischen Radio-Sinfonieorchesters. 1989 schrieb er sich für die Dirigier-Klasse von Jorma Panula an der Sibelius-Akademie ein. Bald nach seiner Ausbildung sprang er 1993 erfolgreich für einen erkrankten Dirigenten des Radio-Sinfonieorchesters ein und wurde daraufhin zum stellvertretenden Chefdirigenten des Orchesters ernannt. Später, von 2003 bis 2012, wirkte er dort rund ein Jahrzehnt lang als Chefdirigent. Daneben arbeitete er in Finnland auch mit dem Ensemble Avanti!.
Noch während seiner Anfänge als Dirigent in Finnland wurde er bereits 1998 als Nachfolger von Simon Rattle Chefdirigent des City of Birmingham Symphony Orchestra (CBSO), 1999 wurde er zum Musikdirektor befördert. Mit dem CBSO führte er unter anderem die Musik John Foulds’ auf und veröffentlichte diese auch auf Tonträgern. Nach seinem Abschied 2008 blieb er dem CBSO als Gastdirigent verbunden.
Im September 2008 wurde Oramo Chefdirigent und künstlerischer Leiter des schwedischen Royal Stockholm Philharmonic Orchestra. Sein Vertrag wurde mittlerweile bis 2021 verlängert.
Im Februar 2012 übernahm es Oramo kurzfristig, bei der laufenden Konzertreise der Wiener Philharmoniker durch Skandinavien für den erkrankten, damals 81-jährigen Lorin Maazel als Dirigent einzuspringen. Damit erfolgte das für 2013 geplante Début von Oramo am Pult der Wiener Philharmoniker bereits ein Jahr früher und unter besonderen Umständen. Oramo leitete die Konzerte in Helsinki, Kopenhagen und Aalborg (DK), in denen die Wiener Philharmoniker drei Sinfonien von Jean Sibelius (die 7., die 5., und die 1., in dieser Reihenfolge) an drei aufeinander folgenden Abenden zur Aufführung brachten.
Neben seiner Verpflichtung in Stockholm wurde Oramo im Sommer 2013 auch Chefdirigent des BBC Symphony Orchestra. Der Vertrag mit dem in London ansässigen Orchester wurde inzwischen bis 2022 verlängert.
Oramo ist mit der finnischen Sopranistin Anu Komsi verheiratet, das Paar hat zwei Söhne.

## Ehrungen
- 2009 Officer of the British Empire.[5]
- 2012 Mitglied der Königlich Schwedischen Musikakademie[4]
- 2016 Conductor of the Year, Royal Philharmonic Society[4]
- 2016 BBC Music Magazine Award für Carl Nielsen, Sinfonien, Royal Stockholm Philharmonic Orchestra[6]
- 2019 Gramophone Classical Music Award für Rued Langgaard, Sinfonien, Wiener Philharmoniker[4]